# Sunny Point (Suriname)
Sunny Point is een plaats in Suriname op een afstand van 15 kilometer ten westen van Paramaribo in het district Wanica.
Sinds 2018 bevindt zich een bibliotheek in Sunny Point die drie keer per week geopend is. In het dorp worden muzieklessen gegeven, onder meer in hiphop, en lessen in basketball. De plaatselijke voetbalclub SV Sunny Point speelt in de Tweede Divisie van de Surinaamse Voetbal Bond (stand 2019). In 2024 legde het ministerie van Regionale Ontwikkeling en Sport een nieuw voetbalveld aan in het dorp.
In juni 2022 blies minister Kenneth Amoksi van Justitie en Politie het buurtmanagement van Sunny Point nieuw leven in.